# 錫卡索省

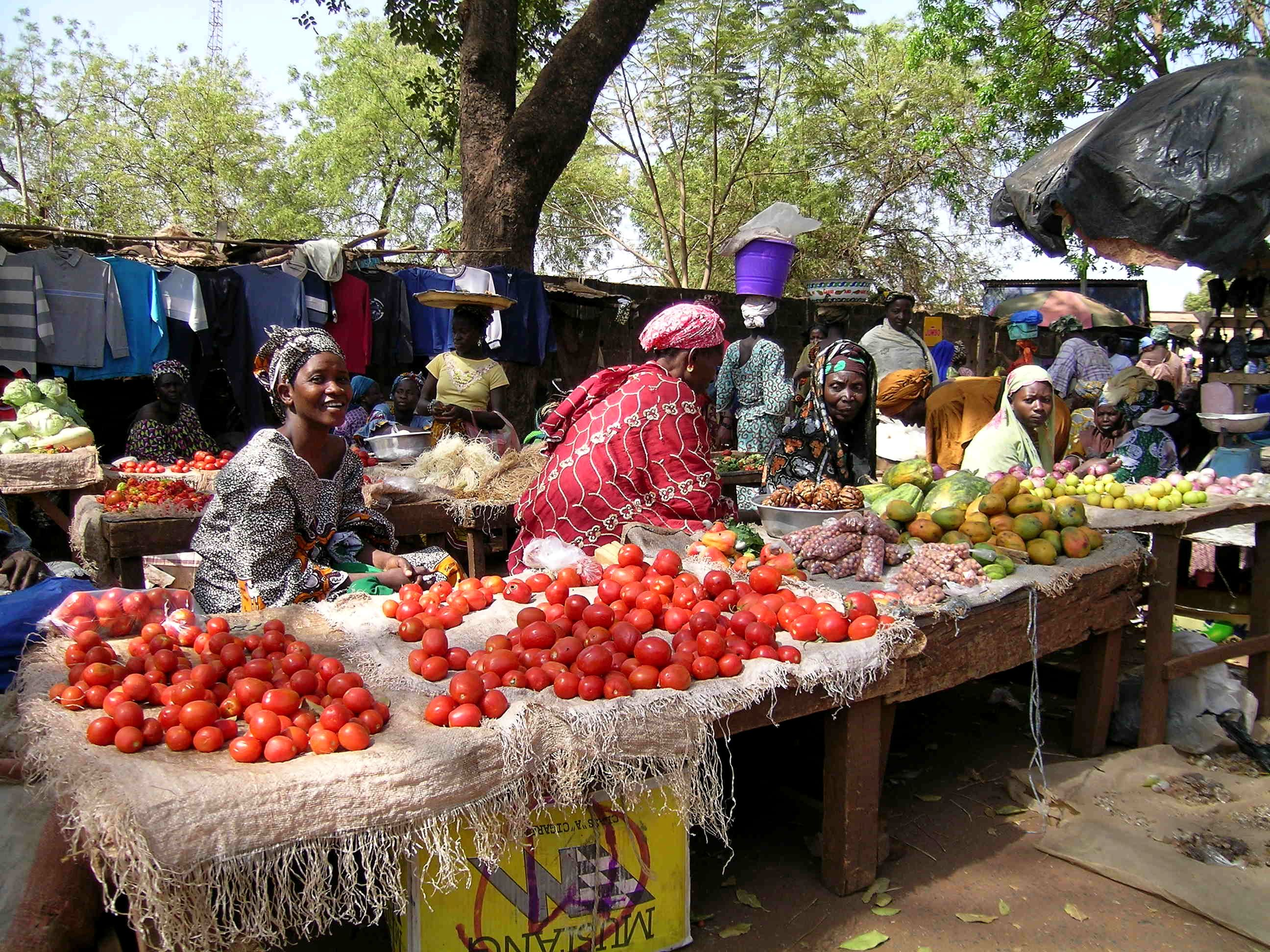

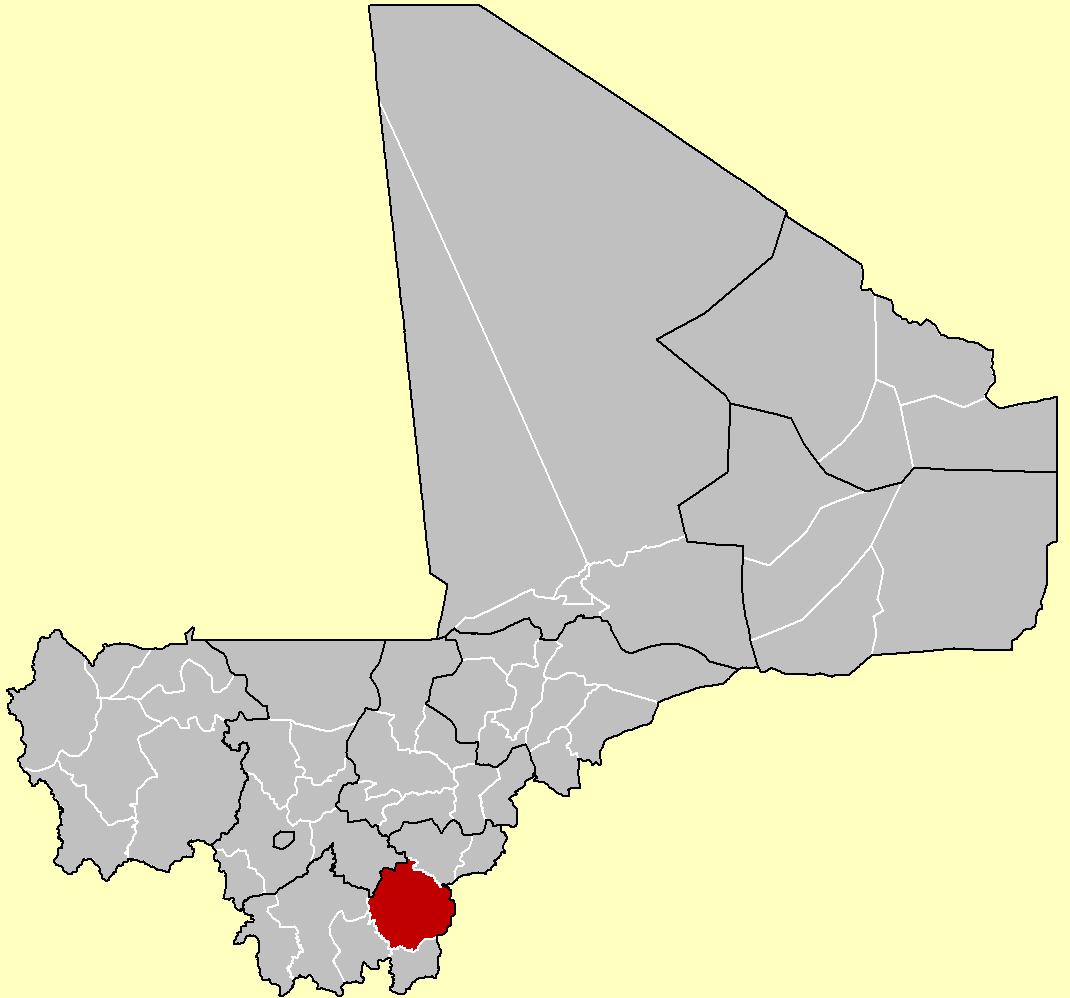

錫卡索省（法語：Cercle de Sikasso），是馬里的省份，位於該國南部，由錫卡索區負責管轄，首府設於錫卡索，面積15,375平方公里，2009年人口725,494，人口密度每平方公里47人。